# Werner Villinger
Werner Villinger (ur. 1887 w Besigheim, zm. 8 sierpnia 1961 w Innsbrucku) – niemiecki lekarz psychiatra, profesor Uniwersytetu w Marburgu, zbrodniarz nazistowski.
1 maja 1937 wstąpił do NSDAP. W czasie wojny w randze SS-Standartenführera zajmował się selekcją osób niepełnosprawnych umysłowo, wybierając wśród chorych osoby do zabicia w ramach niemieckiego programu eutanazji Akcja T4. Oprócz tego, kierując w czasie wojny kliniką dla nerwowo chorych, wydał zezwolenie na eksperymenty na pacjentach, polegające na zarażaniu ich żółtaczką. Eksperymenty te prowadzili: dr Hans Voegt oraz dr Fritz Kuhlmann. Po wojnie został wybrany do Rady Doradczej Niemieckiego Towarzystwa do Walki ze Stwardnieniem Rozsianym.
W 1961 roku miał zostać postawiony przed sądem w związku z jego wojenną przeszłością.
Na wieść o tym popełnił samobójstwo, rzucając się w przepaść ze szczytu nieopodal Innsbrucka.